# 24: Live Another Day
24: Live Another Day ist eine US-amerikanische Fernseh-Miniserie aus dem Jahr 2014. Sie folgt auf die Fernsehserie 24, die nach der achten Staffel 2010 vorerst beendet wurde, und wird deshalb auch als deren neunte Staffel bezeichnet. Live Another Day spielt zwar, wie auch die Staffeln der Fernsehserie, in einem 24-stündigen Zeitraum und in Echtzeit, besteht aber nur aus 12 Episoden; zudem überspringt die finale Episode als erste in der 24-Geschichte einen 12-stündigen Zeitraum. Hauptschauplatz ist die englische Hauptstadt London, in der auch die Dreharbeiten stattfanden. In der Handlung geht es hauptsächlich um die Bemühungen des erneut von Kiefer Sutherland gespielten Protagonisten Jack Bauer, eine Terroristin aufzuspüren und davon abzuhalten, bewaffnete Kampfdrohnen gegen den US-Präsidenten und zivile Ziele in London einzusetzen. Zudem kommt es zu militärisch-politischen Konflikten zwischen den Vereinigten Staaten und dem Vereinigten Königreich einerseits und China und Russland andererseits. Kritiker lobten Live Another Day als spannend, beanstandeten die Handlung aber auch als unglaubwürdig und nicht originell genug.

## Handlung

### Vorgeschichte, Ausgangssituation und Handlungsbeginn
Im letzten Drittel der achten Staffel hatte der Ex-CTU-Agent Jack Bauer in New York City Mitglieder der russischen Regierung verfolgt und teilweise getötet, um damit den Tod seiner Geliebten Renee Walker zu rächen. Aus diesem Grund wurde er sowohl von der russischen als auch von der US-Regierung zwecks Verhaftung gesucht. Die damals amtierende US-Präsidentin bewahrte ihn, ihre persönliche Verantwortung eingestehend, am Staffelende vor seiner Exekution und verhalf ihm zur Flucht vor den Strafverfolgungsbehörden.
US-Präsident James Heller, der während der vierten und fünften Staffel US-Verteidigungsminister war, ist an dem Tag, an dem die Handlung beginnt, in London, wo er diplomatische Gespräche mit dem Ziel führt, dass die USA eine Drohnenbasis auf dem britischen Südsee-Atoll Diego Garcia weiterbetreiben dürfen. Seine Tochter Audrey, die damals eine Liebesbeziehung mit Jack Bauer hatte, ist nun Ehefrau des Stabschefs ihres Vaters, Mark Boudreau, und trägt deshalb nun seinen Nachnamen.
Die Handlung von Live Another Day beginnt etwa vier Jahre nach der achten Staffel. Jack Bauer wird in London nach kurzer Flucht durch den US-Nachrichtendienst CIA verhaftet, der davon ausgeht, dass Bauer als gesuchter Verbrecher ein Attentat auf Heller verüben will.

### 11:06 bis 17:00 Uhr
Am selben Tag um 11:06 Uhr beginnt die von Einblendungen der aktuellen Uhrzeit begleitete Echtzeit-Handlung. Bauer wird in die Londoner CIA-Niederlassung gebracht. Es stellt sich aber rasch heraus, dass sich Bauer hat absichtlich verhaften lassen, um seine einstige Arbeitskollegin Chloe O’Brian zu befreien. Mit Hilfe von außen bricht er aus seiner Haft aus und befreit O’Brian aus der Gewalt der CIA-Abteilung Special Activities Division, in der sie gefoltert wurde. O’Brian, ehemals Leiterin der CTU New York, tritt nunmehr – auch infolge des angeblich US-staatlicherseits verursachten Todes ihrer Familie – in einem Gothic-Outfit auf. Ihr droht als Hacktivistin, die zu der Whistleblower-Gruppe „Open Cell“ gehört, eine Anklage wegen Hochverrats. Der Londoner CIA-Agentin Kate Morgan wurde kürzlich wegen Verwicklungen in die Entlassung ihres Mannes Alan gekündigt. Weil sie mit ihrer auf Indizien basierenden Befürchtung bzgl. Bauers Ausbruch Recht hatte, lässt der Londoner CIA-Direktor Steve Navarro sie bei der Suche nach Bauer helfen.
Unterdessen lässt die islamistische Terroristin Margot Al-Harazi durch den Kriminellen Derrick Yates illegal die Steuerung über US-Kampfdrohnen in Afghanistan übernehmen und damit einen Militärkonvoi der Alliierten zerstören, wobei auch zwei britische Offiziere sterben. Mit dem Ziel, ein Attentat auf Heller zu verhindern, und mit der Hilfe von O’Brian und „Open Cell“ spürt Bauer das abtrünnige Gruppenmitglied Yates auf. Um dessen Ergreifung durch Bauer oder die CIA zu verhindern, ermordet Al-Harazis Tochter Simone kurz darauf Yates. Anschließend bringt sie das Drohnen-Steuergerät, das Yates weiterentwickelt hat, zu ihrer Mutter.
Bauer begibt sich, auf illegale Weise und unterstützt durch O’Brian, in die US-Botschaft in London, wo er sich Beweise für die Verantwortlichkeit Al-Harazis für die geplanten Terroranschläge aneignen will. Vor seiner Verhaftung infolge einer Geiselnahme kann er den USB-Stick mit den Informationen insgeheim an Morgan weitergeben, die damit und mit O’Brians Hilfe die Beweise sicherstellen kann, sodass der CIA den US-Präsidenten über die Gefahr informiert. Weil O’Brian nun der CIA hilft, wendet sich „Open Cell“ von ihr ab. Bauer wird zum Aufenthaltsort Hellers gebracht.
Mark Boudreau plant hinter Hellers Rücken, Bauer von Audrey fernzuhalten und deshalb den russischen Strafverfolgungsbehörden auszuliefern. Heller weiß seit einigen Monaten von seiner Alzheimer-Krankheit, zeigt deshalb Anzeichen von Demenz und hält – trotz diesbezüglicher Zweifel von Mark und Audrey – vor dem britischen Parlament eine Rede, in der er die Verantwortung der USA für den Tod der britischen Offiziere abstreitet.
Margot Al-Harazi plant, weitere US-Drohnen, die jeweils mit sechs Hellfire-Raketen bestückt sind, mit Hilfe des Steuergeräts zu kapern. Sie will sie gegen zivile Ziele in London einsetzen, auch um sich damit an Heller zu rächen, der einst einen militärischen Befehl gab, durch den auch Margot Al-Harazis Ehemann starb. Al-Harazi droht dem Präsidenten in einer Videobotschaft gegen 15:20 Uhr, er solle sich ihr binnen drei Stunden ausliefern, um die Drohnenangriffe zu verhindern. Bei der Aufspürung Al-Harazis tappt der CIA indes in eine Falle der Terroristin, als bei einem Raketeneinschlag, den sie mit einer gekaperten Drohne verursacht hat, mehrere Agenten sterben.
Simones Ehemann Naveed versucht unter anderem durch Datenweitergabe, die terroristischen Aktivitäten ihrer Mutter auffliegen zu lassen. Zur Bestrafung dafür wird er durch Margot exekutiert. Zudem schickt sie Simone aus, um Verwandte von Naveed zu ermorden und so das weitere Bekanntwerden ihrer Rolle zu verhindern. Simone, die auch nicht völlig überzeugt von den terroristischen Machenschaften ihrer Mutter ist, verrät dabei Margot und wird bei einem Verkehrsunfall schwer verletzt.
Zum Auffinden von Margot Al-Harazi und mangels Alternativen wird Bauer durch Heller als verdeckter Ermittler eingesetzt. Bauer begibt sich – Morgan als Mittel zur Steigerung seiner Glaubwürdigkeit einsetzend – zu einem Waffenhändler und Kontaktmann Al-Harazis, von dem Morgan zwecks Überprüfung ihrer Glaubwürdigkeit gefoltert wird. Wegen der Demenzerkrankung Hellers, von der der britische Premierminister Alastair Davies erst gegen 16 Uhr erfährt, wird Davies misstrauisch ggü. Heller, sodass er den MI5 einsetzen lässt, um den Waffenhändler mit eigenen Kräften aufzugreifen. In letzter Sekunde vor dem Eingreifen des MI5, durch den es ein Feuergefecht und mehrere Tote gibt, kann Bauer wichtige Informationen zum Auffinden von Simone Al-Harazi sicherstellen.

### 17:00 bis 11:00 Uhr
Margot Al-Harazi lässt das Londoner Krankenhaus, in das ihre verletzte Tochter gebracht wurde, per Raketenbeschuss zerstören; Bauer und Morgan können Simone jedoch rechtzeitig herausschaffen. Unter Folter durch Bauer gibt Simone der CIA Informationen zum Auffinden ihrer Mutter preis. Damit können Bauer und O’Brian der Terroristin gegen 19 Uhr vortäuschen, Heller am Übergabeort im Wembley-Stadion per Raketenbeschuss getötet zu haben. Margot und ihr Sohn Ian zerstören daraufhin fünf der sechs Drohnen und lassen, nachdem sie von der Vortäuschung von Hellers Tod erfahren haben, die übrige Drohne zwecks Vergeltung auf den Bahnhof London Waterloo zielen. Der CIA stürmt das Versteck der Al-Harazis; Bauer tötet die beiden, bringt die Rakete gegen 19:30 Uhr in der Themse zur Explosion und stellt das Steuergerät sicher.
Es stellt sich heraus, dass Navarro die Dienste von Adrian Cross, dem Anführer von „Open Cell“, in Anspruch genommen hatte, um Geheiminformationen an China zu verkaufen. Um dies geheim zu halten, hatte Cross die Schuld dafür durch Platzierung falscher Beweise Kates Mann Alan angehängt, sodass dieser verhaftet wurde. Als der CIA-Datenanalytiker Jordan Reed kurz davor steht, die Beweisfälschung aufzudecken, beauftragt Navarro die Ermordung Reeds, bei der allerdings auch der Auftragskiller stirbt. Beide Leichen werden rasch gefunden. Da der Verdacht für die Beauftragung von Reeds Ermordung nun auf Navarro fällt, lässt dieser sich durch Cross dazu erpressen, ihm das Steuergerät als Gegenleistung für Fluchthilfe zu bringen. Nachdem Navarro das Gerät, das auch der Steuerung von Militärtechnologie anderer Länder dient, an Cross übergeben hat, wird er verhaftet. Durch Bauer erfolglos gefoltert und von Morgan mit seinem Tod bedroht, gibt Navarro Informationen zum Auffinden des Steuergeräts preis.
Unterdessen hat Cross in Begleitung von O’Brian das Gerät seinem Auftraggeber, dem totgeglaubten, abtrünnigen Chinesen Cheng Zhi übergeben, der über die unerlaubte Modifikation des Geräts verbittert ist und die übrigen „Open Cell“-Mitglieder längst hat erschießen lassen. Cheng exekutiert auch Cross und setzt das Gerät für die gefälschte Erteilung eines Befehls ein, durch den ein US-Atom-U-Boot um 21 Uhr einen chinesischen Flugzeugträger in der Nähe von Gibraltar per Torpedobeschuss versenkt, wobei Tausende chinesischer Matrosen sterben. Als Bauer und Morgan parallel zu diesen Ereignissen unterwegs zu dem Gerät sind, werden sie durch Russen beschossen, die der durch Mark informierte russische Außenminister Stolnavich unterdessen dorthin geschickt hat.
Stolnavich ist Chengs Komplize und nutzt ihn, um einen militärischen Konflikt zwischen China und den USA zu provozieren, damit Russland strategisch davon profitiert. Bauer informiert Heller persönlich über Marks doppeltes Spiel und setzt Mark zwecks Auffindens von Cheng dazu ein, zu Stolnavich zu gelangen, wobei aber Stolnavich und ein Großteil seiner Sicherheitsleute sterben. Nachdem O’Brian ihrem Geiselnehmer Cheng entflohen ist, hilft sie Bauer beim Aufspüren Chengs. Unterdessen lässt Chinas Präsident zwecks Vergeltung die chinesische Kriegsmarine Kurs auf Okinawa nehmen, wo US-Militär stationiert ist. Nachdem Bauer den flüchtenden Cheng aufgespürt und den Regierungen der USA und Chinas als lebend präsentiert hat, lässt Chinas Präsident – nunmehr von der Unschuld der Vereinigten Staaten überzeugt – seine Flotte abdrehen. Parallel dazu stirbt Audrey bei der Befreiung aus einer Geiselnahme, die Cheng zu seinem eigenen Schutz hatte initiieren lassen. Bauer enthauptet – rachsüchtig über Audreys Ermordung – Cheng und wird gegen 22:45 Uhr von russischer Seite damit erpresst, sich für die Freilassung der indes entführten O’Brian auszuliefern.
Die Handlung setzt über zwölf Stunden später, um 10:50 Uhr, wieder ein. Bauer liefert sich den Russen aus, die dafür O’Brian freilassen.

## Entstehungsgeschichte
Bereits 2006 wurde die Absicht bekannt, 24 für einen Kinofilm zu adaptieren und diesen in der Produktionspause zwischen der sechsten und siebten Staffel zu drehen. Der Drehbeginn verzögerte sich jedoch mehrfach, etwa wegen Problemen mit dem Drehbuch und dem Budget. Als Regisseur waren auch Tony Scott und Antoine Fuqua vorgesehen. Letzterer gab im März 2013 den Abbruch der Planungen zu dem Filmprojekt bekannt. Im Mai 2013 kündigte FOX an, 24 2014 als Miniserie im Fernsehen fortzusetzen und damit zu einem Teil seiner Strategie zu machen, verstärkt Miniserien in das Programm aufzunehmen. Die Idee zur Fortsetzung in diesem Format wurde auch Howard Gordon zugeschrieben, dem Showrunner von 24 während der Staffeln 5 bis 8. Gordon machte es zur Bedingung für die Umsetzung des Projektes, dass er erneut sein damaliges Drehbuchautorenteam für die Produktion gewinnen könne.
Das Produktionsbudget für alle zwölf Episoden betrug 37 Mio. Pfund Sterling. Ein wesentlicher Grund für die Entscheidung, die Serie in London zu drehen, war eine Steuererleichterung. Der Stab bestand aus 130 festen und über 500 zeitweise eingesetzten Mitarbeitern.
Szenenbildner war der Brite Jonathan Lee. Binnen acht Wochen gestaltete er die Innensets, darunter die CIA-Niederlassung, das Refugium des US-Präsidenten und die Räumlichkeiten der Whistleblowing-Gruppe. Für die Gestaltung orientierte er sich an den vorherigen 24-Staffeln und an den Filmen Die drei Tage des Condor und Gosford Park.
Die Dreharbeiten begannen am 26. Januar 2014. Für den überwiegenden Teil der Innenszenen fanden sie bis Juni 2014 auf einem ehemaligen Fabrikgelände im Westen Londons statt. Zu den Außenschauplätzen gehörten der Trafalgar Square, Stationen der Londoner U-Bahn, die Royal Courts of Justice und das Wembley-Stadion. Bei den Außendrehs kooperierte der Stab mit dem Metropolitan Police Service. Die Serie wurde hauptsächlich mit Kameras der Marke Arri Alexa gefilmt.
Wie auch die vorherigen Staffeln wurde Live Another Day für Produktplatzierung genutzt. Zum Beispiel integrierte man Mobiltelefone der Sprint Corporation und Kraftfahrzeuge von Chrysler in die Handlung. Beide Sponsoren waren zudem in Aktivitäten involviert, die in Kooperation mit dem ausstrahlenden Sender FOX in sozialen Medien stattfand. Ein weiterer Sponsor war Microsoft.
Für die Postproduktion war das zu Deluxe Entertainment Services gehörende Unternehmen Encore zuständig. Das frisch gedrehte, unaufbereitete Filmmaterial wurde in der Londoner Encore-Niederlassung in die Formate DNxHD 36, ISO-DVD, QuickTime und MP4 gerendert. In London wurde zudem das ADR durchgeführt. Das DNxHD-36-Material diente der Encore-Niederlassung in Hollywood für den Schnitt und für Farbkorrekturen.

## Besetzung und deutsche Synchronfassung
Neben Kiefer Sutherland nahmen auch Mary Lynn Rajskub, William Devane, Kim Raver und Tzi Ma ihre bereits in 24 gespielten Rollen wieder auf. Zu den Schauspielern gehörten mindestens 150 Briten.
Die deutsche Synchronfassung wurde – im Gegensatz zu den ersten acht 24-Staffeln und Redemption – durch das Berliner Synchronstudio Arena Synchron hergestellt. Das Dialogbuch verfassten Martina Marx und Theodor Dopheide, Dialogregie führte Stefan Fredrich. Mit der Ausnahme der O’Brian-Darstellerin Mary Lynn Rajskub, die eine neue deutsche Synchronstimme erhielt, wurden alle, bereits in 24 aufgetretenen Darsteller durch die Sprecher synchronisiert, die sie bei ihrem letzten Auftritt in der Hauptserie hatten.

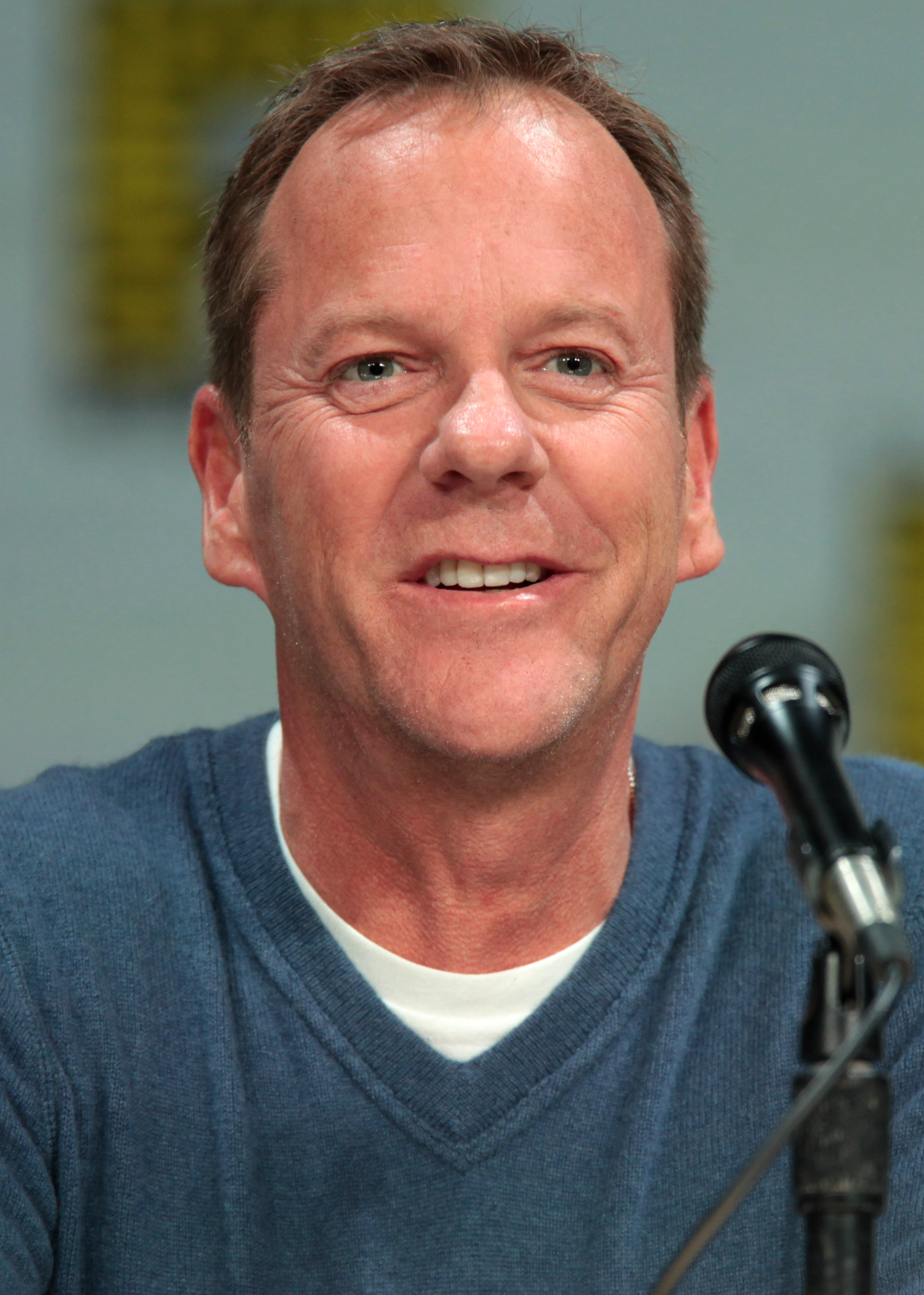
Bauer-Darsteller Kiefer Sutherland
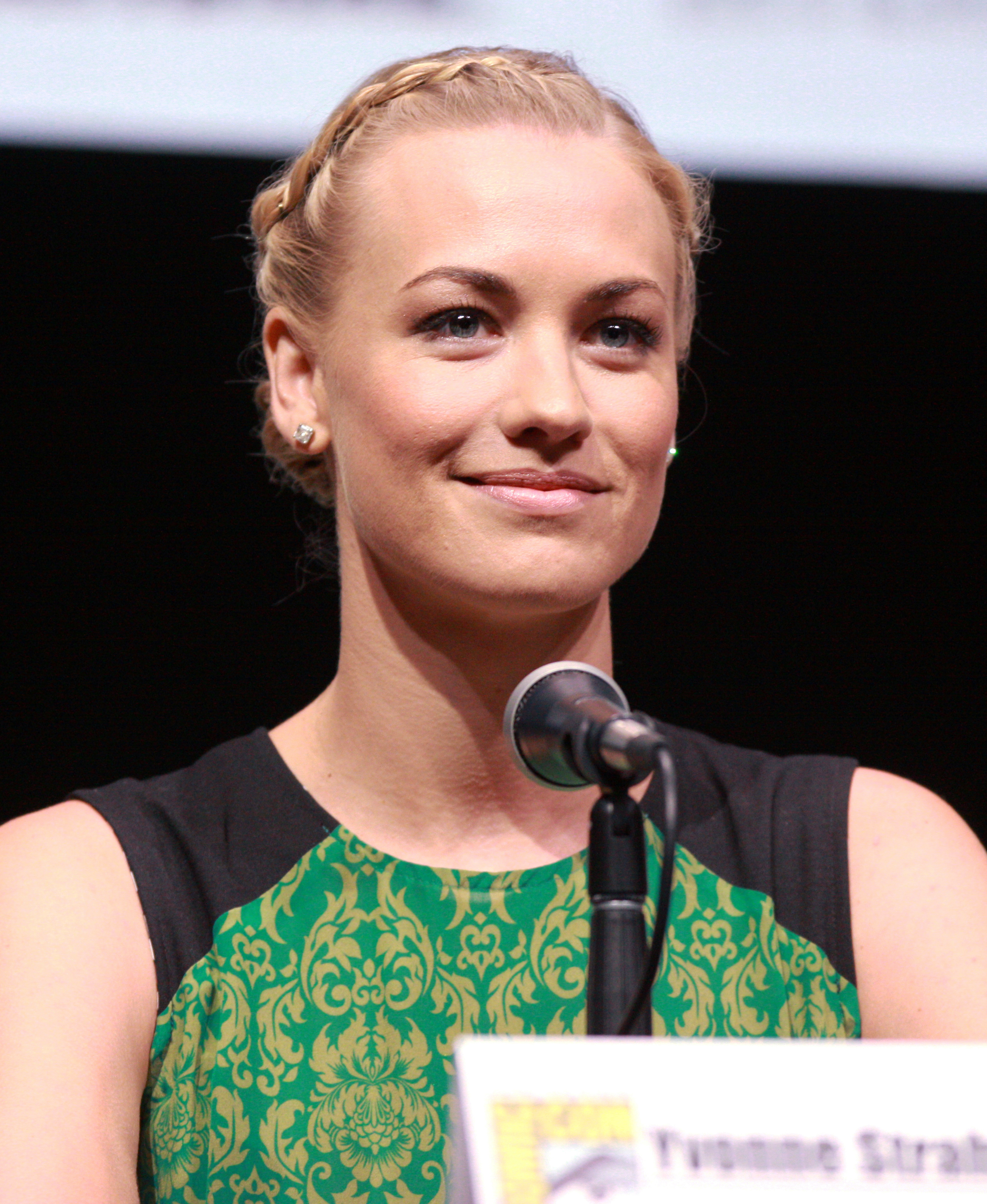
Yvonne Strahovski, Darstellerin der Kate Morgan
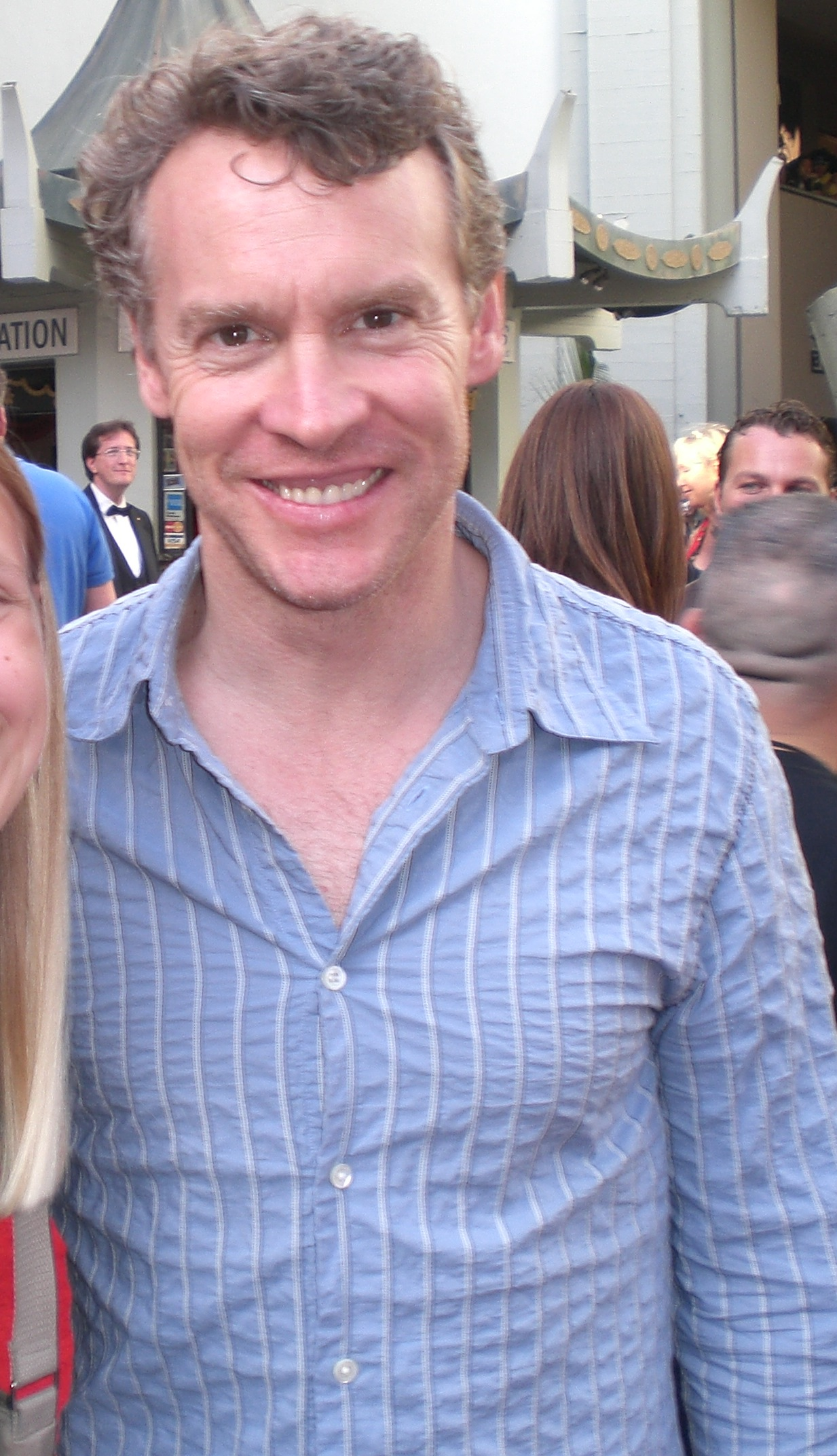
Tate Donovan, Darsteller des Mark Boudreau
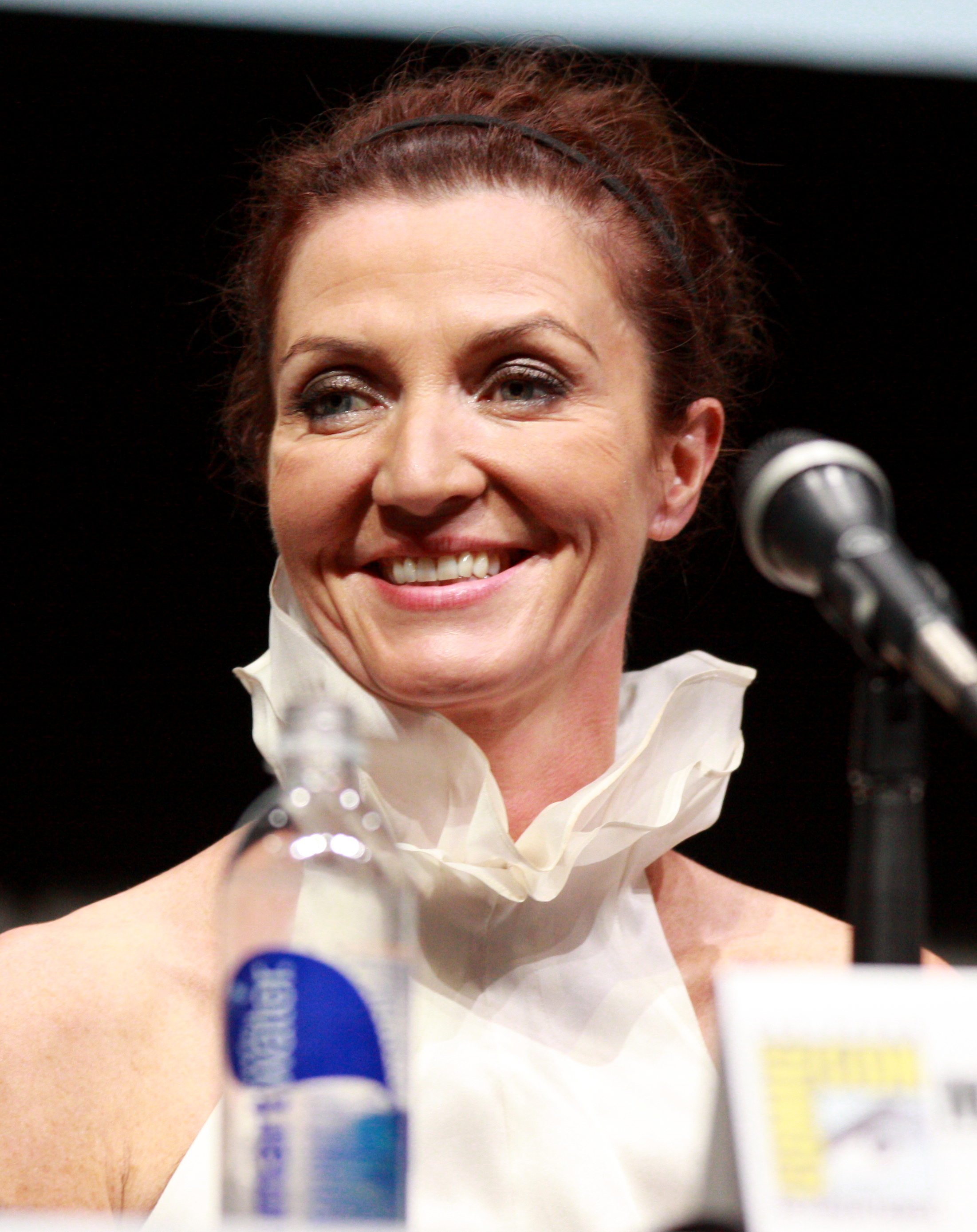
Michelle Fairley, Darstellerin der Margot Al-Harazi

### Hauptdarsteller
| Rollenname      | Schauspieler      | Synchronsprecher  | Rolle                                                        |
| --------------- | ----------------- | ----------------- | ------------------------------------------------------------ |
| Jack Bauer      | Kiefer Sutherland | Tobias Meister    | Ex-Geheimagent                                               |
| Erik Ritter     | Gbenga Akinnagbe  | Tino Kießling     | CIA-Agent                                                    |
| Jordan Reed     | Giles Matthey     | Tobias Nath       | CIA-Agent                                                    |
| Kate Morgan     | Yvonne Strahovski | Berenice Weichert | CIA-Agentin                                                  |
| Chloe O’Brian   | Mary Lynn Rajskub | Susanne Geier     | Hackerin, Whistleblowerin                                    |
| Audrey Boudreau | Kim Raver         | Ranja Bonalana    | Ehefrau von Mark Boudreau, Tochter von James Heller          |
| James Heller    | William Devane    | Uli Krohm         | US-Präsident, Vater von Audrey Boudreau                      |
| Steve Navarro   | Benjamin Bratt    | Marcus Off        | Leiter der CIA-Niederlassung in London                       |
| Mark Boudreau   | Tate Donovan      | Peter Flechtner   | Generalstabschef von US-Präsident Heller, Ehemann von Audrey |
| Adrian Cross    | Michael Wincott   | Oliver Stritzel   | Anführer der Whistleblowing-Gruppe „Open Cell“               |

### Neben- und Gastdarsteller
Nachdem die ursprünglich für die Rolle der Margot Al-Harazi vorgesehene Judy Davis aus privaten Gründen abgesagt hatte, wurde sie durch Michelle Fairley ersetzt.
| Rollenname        | Schauspieler     | Synchronsprecher     | Rolle                                       |
| ----------------- | ---------------- | -------------------- | ------------------------------------------- |
| Belcheck          | Branko Tomović   | Adrian Kostré        | Helfer von Jack Bauer                       |
| Margot Al-Harazi  | Michelle Fairley | Arianne Borbach      | Islamistische Terroristin                   |
| Simone Al-Harazi  | Emily Berrington | Kathrin Neusser      | Tochter von Margot Al-Harazi                |
| Ian Al-Harazi     | Liam Garrigan    | Ozan Ünal            | Sohn von Margot Al-Harazi                   |
| Alastair Davies   | Stephen Fry      | Frank-Otto Schenk    | Premierminister des Vereinigten Königreichs |
| Chris Tanner      | John Boyega      | Tobias Schmidt       | US-Drohnenpilot                             |
| Ron Clark         | Ross McCall      | Matthias Deutelmoser | Assistent von Mark Boudreau                 |
| Anatol Stolnavich | Stanley Townsend | Tilo Schmitz         | Russischer Außenminister                    |
| Cheng Zhi         | Tzi Ma           | Wolfgang Condrus     | Von China abtrünniger Krimineller           |

## Veröffentlichung

### Vereinigte Staaten
Der Sender FOX, der auch schon die vorherigen 24-Staffeln erstausgestrahlt hatte, bewarb die Serie in den Monaten vor der Erstausstrahlung mit mehreren Trailern, die er vor allem im Internet veröffentlichte. Einen Trailer sendete FOX auch während der Live-Übertragung des Super Bowl XLVIII am 2. Februar 2014. Im Beisein der Hauptdarsteller fand am 2. Mai 2014 im Intrepid Sea, Air & Space Museum in New York City die Weltpremiere der ersten beiden Episoden statt. Die US-Erstausstrahlung begann FOX drei Tage danach, am 5. Mai 2014, mit derselben Doppelepisode, sie erreichte rund 8 Millionen Zuschauer. Ungewöhnlich an LAD ist der Erstausstrahlungszeitraum, der zum großen Teil außerhalb der in den Vereinigten Staaten üblichen Monate September bis Mai liegt. Die von FOX geforderten Werbepreise gehörten zu den höchsten des US-Fernsehens. Sie betrugen pro 30 Sekunden in der ersten Doppelfolge 500.000 Dollar und in den Folgeepisoden zwischen 325.000 und 350.000 Dollar. Durchschnittlich wurden bei den zwölf, ab der dritten Episode einzeln wöchentlich erstausgestrahlten Episoden 7,1 Millionen Fernsehzuschauer gemessen. Andere Konsumvarianten wie etwa Video-on-Demand berücksichtigt, betrug die durchschnittliche Reichweite etwa 10,7 Millionen Menschen.
Auf DVD und Blu-ray erschien die Miniserie am 30. September 2014.

### Andere Länder
Die ersten beiden Episoden wurden in mehreren Ländern zeitgleich oder mit wenigen Minuten Verzögerung zur US-Erstsendung ausgestrahlt. Dazu gehörten neben dem Vereinigten Königreich und Frankreich auch Deutschland und Österreich, wo sie am 6. Mai 2014, morgens um 2:10 Uhr, im Bezahlfernsehen via Sky Atlantic HD und Sky Go zu sehen waren, und zwar mit englischem Originalton. Allerdings waren die Einschaltquoten dabei so gering, dass die GfK nur einen Marktanteil von 0 Prozent maß. Ebenfalls am 6. Mai veranstaltete Sky Deutschland in München anlässlich des Serienstarts eine Premierenfeier, auch im Beisein von Mitgliedern der örtlichen Schickeria.
Vom 6. Mai an strahlte Sky die Episoden wöchentlich abends um 21 Uhr aus, wahlweise mit englischem Originalton oder in der deutschen Synchronfassung. Dabei waren sie neben Sky Atlantic HD und Sky Go auch per Sky Anytime empfangbar.
Als deutschsprachige Free-TV-Premiere strahlte ProSieben Maxx die Miniserie an fünf aufeinanderfolgenden Abenden, jeweils zu zweit oder zu dritt, vom 18. bis 22. Mai 2015 aus. Dabei wurde in der Altersgruppe ab 3 Jahren eine durchschnittliche Reichweite von 0,2 Millionen und ein Marktanteil von 1,1 % gemessen. Als deutschsprachige DVD und Blu-ray erschien LAD am 3. September 2015.
Die ersten beiden Episoden erreichten bei ihrer Erstausstrahlung in Kanada (Global TV) 1,5 bzw. 1,3 Millionen Zuschauer, im Vereinigten Königreich (Sky 1) 0,6 Millionen und in Australien (Network Ten) 0,4 Millionen.

## Episoden
| Nr. | Deutscher Titel                     | Originaltitel                  | Erstausstrahlung USA | Deutschsprachige Erstausstrahlung (Sky Atlantic HD) | Regie         | Drehbuch                                                  | Erstausstrahlung im deutschen Free-TV (ProSieben MAXX) |
| --- | ----------------------------------- | ------------------------------ | -------------------- | --------------------------------------------------- | ------------- | --------------------------------------------------------- | ------------------------------------------------------ |
| 1   | Live Another Day: 11:00 – 12:00 Uhr | Day 9: 11:00 a.m. – 12:00 p.m. | 5. Mai 2014          | 6. Mai 2014                                         | Jon Cassar    | Evan Katz, Manny Coto                                     | 18. Mai 2015                                           |
| 2   | Live Another Day: 12:00 – 13:00 Uhr | Day 9: 12:00 p.m. – 1:00 p.m.  | 5. Mai 2014          | 6. Mai 2014                                         | Jon Cassar    | Robert Cochran, David Fury                                | 18. Mai 2015                                           |
| 3   | Live Another Day: 13:00 – 14:00 Uhr | Day 9: 1:00 p.m. – 2:00 p.m.   | 12. Mai 2014         | 13. Mai 2014                                        | Adam Kane     | Sang Kyu Kim, Patrick Somerville                          | 18. Mai 2015                                           |
| 4   | Live Another Day: 14:00 – 15:00 Uhr | Day 9: 2:00 p.m. – 3:00 p.m.   | 19. Mai 2014         | 20. Mai 2014                                        | Adam Kane     | Patrick Harbinson                                         | 19. Mai 2015                                           |
| 5   | Live Another Day: 15:00 – 16:00 Uhr | Day 9: 3:00 p.m. – 4:00 p.m.   | 26. Mai 2014         | 27. Mai 2014                                        | Omar Madha    | Sang Kyu Kim, Patrick Somerville                          | 19. Mai 2015                                           |
| 6   | Live Another Day: 16:00 – 17:00 Uhr | Day 9: 4:00 p.m. – 5:00 p.m.   | 2. Juni 2014         | 3. Juni 2014                                        | Omar Madha    | David Fury                                                | 20. Mai 2015                                           |
| 7   | Live Another Day: 17:00 – 18:00 Uhr | Day 9: 5:00 p.m. – 6:00 p.m.   | 9. Juni 2014         | 10. Juni 2014                                       | Jon Cassar    | Tony Basgallop                                            | 20. Mai 2015                                           |
| 8   | Live Another Day: 18:00 – 19:00 Uhr | Day 9: 6:00 p.m. – 7:00 p.m.   | 16. Juni 2014        | 17. Juni 2014                                       | Jon Cassar    | Robert Cochran                                            | 21. Mai 2015                                           |
| 9   | Live Another Day: 19:00 – 20:00 Uhr | Day 9: 7:00 p.m. – 8:00 p.m.   | 23. Juni 2014        | 24. Juni 2014                                       | Milan Cheylov | Tony Basgallop, Sang Kyu Kim; Idee: Evan Katz, Manny Coto | 21. Mai 2015                                           |
| 10  | Live Another Day: 20:00 – 21:00 Uhr | Day 9: 8:00 p.m. – 9:00 p.m.   | 30. Juni 2014        | 1. Juli 2014                                        | Milan Cheylov | Adam DaSilva; Idee: Robert Cochran, Manny Coto, Evan Katz | 22. Mai 2015                                           |
| 11  | Live Another Day: 21:00 – 22:00 Uhr | Day 9: 9:00 p.m. – 10:00 p.m.  | 7. Juli 2014         | 8. Juli 2014                                        | Jon Cassar    | Robert Cochran, Fury David Fury                           | 22. Mai 2015                                           |
| 12  | Live Another Day: 22:00 – 11:00 Uhr | Day 9: 10:00 p.m. – 11:00 a.m. | 14. Juli 2014        | 15. Juli 2014                                       | Jon Cassar    | Manny Coto, Evan Katz                                     | 22. Mai 2015                                           |

## Themen und Motive
Wie schon in den vorherigen 24-Staffeln spielt auch Live Another Day vor dem Hintergrund von realen politischen, zeitgemäßen Entwicklungen. Die Drehbuchautoren machten die Kriegsführung der Vereinigten Staaten mit Drohnen zu einem Teil der Handlung. Der Aussage des Hauptdarstellers Sutherland zufolge stelle die Miniserie die Frage, ob es richtig ist, unbemannte Aufklärungsflugzeuge in der Luft zu haben.
Einfluss auf die Miniserie hatte auch die öffentliche Diskussion um WikiLeaks. Die Figur Adrian Cross basiert auf dem Whistleblower Julian Assange und behandelt – entsprechend der Aussage des Drehbuchautors Manny Coto – das Problem der Transparenz der heutigen Welt. Des Weiteren ließen sich die Drehbuchautoren von der NSA-Überwachungs- und -Spionageaffäre inspirieren. Wie auch Edward Snowden rebelliert Chloe O’Brian gegen ihre Regierung. Mitverantwortlich dafür ist ein persönliches, tragisches Ereignis. Coto charakterisierte O’Brian als düstere Variante von Snowden. Kritiker verglichen O’Brian wegen ihres Aussehens zudem mit der Figur Lisbeth Salander aus den Millennium-Romanen bzw. -Filmen.

## Kritik
Anlässlich der Welt- und Fernsehpremiere der ersten beiden Episoden wurde die Miniserie in den meisten überregionalen, auch deutschen, Zeitungen, branchenspezifischen Zeitschriften und Online-Portalen vorgestellt und teilweise kritisiert, oft verbunden mit einer Zusammenfassung der von Folter geprägten Rezeption von 24. Manche Kritiker zeigten sich begeistert von der Fortsetzung. Die New York Post etwa hielt die Miniserie für so „atemberaubend spannend“, dass sich das Wegschauen zwecks Twitterns verbiete. Etliche Kritiker hingegen waren von Live Another Day nicht besonders angetan. Variety zum Beispiel befand die Eröffnungsdoppelepisode zwar als unterhaltsam, glaubte aber eine Art „kreative Übelkeit“ zu erkennen. Spiegel Online vermisste in den beiden Episoden eine Reflexion der politischen Hintergründe und kritisierte, dass die in ihnen angesprochenen Themen wie Drohnen und Whistleblowing nur ein „lieblos hingehudelter Hintergrund“ seien „für die altbekannte Bauer-Masche“, seine Gegner mit Waffengewalt reihenweise auszuschalten. Bauer und die Serie wirkten nun „anachronistisch“, weil sie sich nicht weiterentwickelt hätten. Der britische Telegraph urteilte, dass 24 mit der Fortsetzung LAD nicht mehr so aufregend wirke wie beim ursprünglichen Start der Serie 2001, befand die ersten beiden Episoden aber dennoch für spannend.
Unter den Kritikern verbreitet war die Ansicht, dass sich 24 mit der Miniserie selbst wiederhole. Die New York Times meinte diesbezüglich, dass die Miniserie erneut „eindimensionale Helden und Schurken mit komplizierten Stunts und ausgeklügelten Gewalthandlungen“ mische. Die französische Zeitung Le Nouvel Observateur schrieb, dass in LAD die Elemente von 24 industriell wiederverwertet worden seien.
Michel Bodmer urteilte in der Schweizer NZZ, dass sich an der Besetzung des britischen Premiers mit dem Komiker Fry zeige, wie unernst LAD zu nehmen sei. Das Webmagazin IGN hingegen lobte die neu zur Besetzung hinzugekommenen Schauspieler als „wundervolle“ Ergänzung und stellte dabei Tate Donovan heraus, der Mark Boudreau erst als eine sympathische und zugleich widerliche Figur spiele und schließlich als eine tragische. Die Motive und Agenden der neuen Figuren seien glaubhaft – mit Ausnahme von Margot Al-Harazis Tochter und Schwiegersohn, die „dumme Entscheidungen“ träfen, nur um die Handlung voranzubringen. Größtes Problem an LAD, so IGN, sei der Cliffhanger am Ende der um 19 Uhr endenden Episode, der dem Zuschauer Hellers Tod durch einen Raketeneinschlag im Wembley-Stadion vermittelt, die Episode aber danach durch Hellers Überleben praktisch entwertet werde.
Das US-Magazin Time übte scharfe negative Kritik an LAD. 24, so das Blatt nach der Ausstrahlung der zwölften Episode, würde die Handlung „in solch einem Raketentempo von Blödheit“ vorantreiben, dass es ohne Kiefer Sutherland als emotional glaubwürdigem Hauptdarsteller eine weitaus schlechtere Serie wäre. Das Magazin stellte zudem eine Liste der fünf lächerlichsten Momente und Plots von LAD vor; dazu gehört auch die kaltblütige Ermordung zweier international gesuchter Terroristen durch Bauer an einem Tag, die nicht in den Interessen der Terrorismusbekämpfung läge.
Metacritic errechnete für Live Another Day, basierend auf 40 englischsprachigen Kritiken, einen Metascore von 70 (Stand: 15. November 2015).

## Nominierungen
Live Another Day wurde 9-mal für einen Preis nominiert. Für einen Primetime Emmy Award war die Miniserie 2015 in den Kategorien Bildschnitt, Tonschnitt und Musikkomposition vorgeschlagen. Sowohl bei den Satellite Awards 2014 als auch bei den Critics’ Choice Television Awards 2015 waren LAD als beste Miniserie und Kiefer Sutherland als bester Hauptdarsteller nominiert. Mit je einer Nominierung wurde die Miniserie zudem bei den Eddie Awards 2015 (für den Schnitt) und bei den Screen Actors Guild Awards 2015 (für das beste Stunt-Ensemble) berücksichtigt.

## Literarische Adaptionen
Seit dem Ende der US-Erstausstrahlung erschienen auf Englisch zwei Romane und eine Graphic Novel, die von Jack Bauer in der Zeit zwischen dem Ende der achten Staffel und Live Another Day erzählen. Der erste Roman 24: Deadline, verfasst von James Swallow, schließt direkt an die achte Staffel an und erschien unter demselben Titel auch auf Deutsch. Der zweite Roman 24: Rogue, geschrieben von David Mack, spielt etwa anderthalb Jahre später und – im Gegensatz zum erstgenannten Roman – binnen 24 aufeinanderfolgender Stunden. Die Romane erschienen auf Englisch bei Forge Books, die Graphic Novel 24: Underground im Verlag IDW Publishing.

## Pressespiegel
- Frankfurter Allgemeine Zeitung vom 5. Mai 2014, von Nina Rehfeld: Die Uhr tickt wieder
- Funkkorrespondenz Nr. 20/2014, von Franz Everschor: Ein zorniger Jack Bauer. Die US-Erfolgsserie „24“ ist auf den Bildschirm zurückgekehrt
- The Globe and Mail vom 5. Mai 2014, von John Doyle: Jack is back in 24, TV’s most compellingly weird action drama
- The Guardian vom 5. Mai 2014, von Emily Brandwin: 24: Live Another Day – Jack Bauer is as unrealistic as ever, and that's … OK
- The New York Times vom 2. Mai 2014, von Alessandra Stanley: Hey, Jack, You’re Back! Anything New?
- Le Nouvel Observateur vom 19. Juli 2014, von Manuel Nardin: „24 : Live Another Day“ : une saison 9 qui sent le vieux. C'est limite indigeste
- Rolling Stone vom 6. Mai 2014, von Rob Sheffield: The Return of '24' and Jack Bauer
- The Spectator vom 10. Mai 2014, von James Walton: Jack Bauer hits, er, West Ealing
- Spiegel Online vom 6. Mai 2014, von Stefan Kuzmany: Austauschbar wie ein Munitionsmagazin
- derStandard.at vom 5. Mai 2014: Dacapo für die tickende Uhr: Jack Bauer in „24“ „verdammt angepisst“
- The Sydney Morning Herald vom 12. Mai 2014, von Ben Pobjie: It's good to have invincible Jack back
- Tages-Anzeiger vom 5. Mai 2014, von Thomas Widmer: Bauer sucht und findet
- The Wall Street Journal vom 1. Mai 2014, von Dorothy Rabinowitz: Jack Is Back
- Die Welt vom 11. Mai 2014, von Hannes Stein: Bei den „24“-Absurditäten sieht Jack Bauer alt aus